# Hypnum pratense
Hypnum pratense là một loài Rêu trong họ Hypnaceae. Loài này được Koch ex Spruce mô tả khoa học đầu tiên năm 1845.